# کری‌ویل (فلوریدا)
کری‌ویل (به انگلیسی: Caryville) شهرکی در شهرستان فرانکلین ایالت فلوریدا است که در سال ۱۹۶۵ بنیان‌گذاری شده‌است. این شهرک طبق سرشماری سال ۲۰۱۰ میلادی، ۴۱۱ نفر جمعیت داشته و مساحت آن نیز ۸٫۱ کیلومتر مربع است.